# Justin Dowell
Justin Dowell (2000) é um desportista estado-unidense que compete no ciclismo, na modalidade de BMX estilo livre. Ganhou uma medalha de ouro no Campeonato Mundial de Ciclismo Urbano de 2018, na prova de parque.

## Palmarés internacional
| Campeonato Mundial | Campeonato Mundial | Campeonato Mundial | Campeonato Mundial |
| Ano                | Lugar              | Medalha            | Competição         |
| ------------------ | ------------------ | ------------------ | ------------------ |
| 2018               | Chengdu China      | Medalha de ouro    | Parque             |